# 学校法人会計基準
学校法人会計基準（がっこうほうじんかいけいきじゅん、昭和46年4月1日文部省令第18号）は、私立学校振興助成法に基づき、私学助成を受ける学校法人が適正な会計処理を行うための統一的な会計処理の基準として制定された基準である。国立大学及び公立大学には、国立大学法人会計基準及び独立行政法人会計基準がある。

## 概要
2013年（平成25年）に、制定以来約40年ぶりとなる大幅な改正が行われ、平成27年度（知事所轄学校法人については平成28年度）以後の会計年度に係る会計処理及び計算書類の作成から適用されている。

## 構成
- 第一章 総則（第1条 - 第5条）
- 第二章 資金収支計算及び資金収支計算書（第6条 - 第14条の2）
- 第三章 事業活動収支計算及び事業活動収支計算書（第15条 - 第24条）
- 第四章 貸借対照表
- 第五章 知事所轄学校法人に関する特例（第37条 - 第39条）
- 第六章 幼保連携型認定こども園を設置する社会福祉法人に関する特例（第40条）
- 附則

## 特徴
- 学校法人が、その諸活動の計画に基づき必要な資産を継続的に保持するために維持すべき資金を、その事業活動収入のうちから基本金に組み入れるという、基本金制度が設けられている。
- 有価証券等の金融商品の評価基準は取得原価主義であり、著しく評価額が下落した場合のみ時価に評価替えを行う。
- 固定資産の減損会計は導入されていない。使えなくなった資産の有姿除却を行う。
- 資産除去債務は計上されない。
- 退職給付会計は導入されておらず、数理計算に基づく退職給付引当金の計上は行われない。退職一時金についてのみ、退職給与引当金を期末要支給額の100％で計上する。退職年金について資産又は負債が計上されることはない。
- 賞与引当金は計上しないこととされている。
- 連結財務諸表は導入されていない。
- 固定資産の中科目として「特定資産」が設けられている。
- 外貨換算に関する基準がない。
- 継続企業の前提に関する開示基準はない。